# Abránquil
Abránquil (mapudungún: confin del carrizo o fin del carrizal ) es un pueblo chileno localizado en la ribera del arroyo homónimo, de la comuna de Yerbas Buenas, en la Provincia de Linares de la Región del Maule.
Sus orígenes se remontan a partir del establecimiento de una antigua Hacienda colonial del mismo nombre, perteneciente a la familia Ferrada, una de las fundadoras de la ciudad de Linares y de Yerbas Buenas.
La antigua parroquia de Santa Cruz de Abránquil fue ubicada anteriormente aquí, pero se trasladó posteriormente a la Villa de Yerbas Buenas. Santa Cruz de Abranquil fue el nombre original de la primera Capellanía católica establecida por los conquistadores españoles al sur del río Maule, en los años inmediatamente anteriores a 1600, en la zona llamada al entonces como la Bella Isla del Maule.